# Brachiozoa
Brachiozoa (лат.) — выделяемая многими систематиками клада беспозвоночных животных, объединяющая плеченогих (брахиопод) и форонид.

## История изучения
В публикации 1998 года британский биолог Томас Кавалье-Смит предложил объединить брахиопод и форонид в один тип под названием Brachiozoa. При этом он основывался на данных анализа рибосомной РНК, из которых следовало, что форониды являются потомками брахиопод, утратившими раковину. По образному выражению данного автора, форониды находятся в таких же отношениях с брахиоподами, как слизни с улитками. Отныне обе группы предлагалось рассматривать в качестве подтипов нового типа Brachiozoa, хотя ранее они считались самостоятельными типами. Этот шаг связан был с желанием Кавалье-Смита уменьшить количество типов, поскольку чрезмерно большое их количество, по его мнению, затрудняет понимание разнообразия животного мира и эволюционных отношений между разными группами животных.
Почти одновременно с работой Т. Кавалье-Смита была опубликована статья группы чешских исследователей. Основываясь на морфологических данных, а также данных анализа 18S рДНК, авторы этой статьи также пришли к выводу о близком родстве форонид с брахиоподами и объединили их в группу под названием Phoronozoa.
В 2001 году американские исследователи Кевин Петерсон и Дуглас Ээрнисс использовали для этой группы имя Lophophorata. Однако данное название часто используется в более широком смысле, объединяя брахиопод не только с форонидами, но и с мшанками.
В 2005 году Бернард Коэн и Агата Вейдман (как прежде Т. Кавалье-Смит) на основе данных молекулярной биологии пришли к выводу, что форониды являются потомками брахиопод. По мнению этих авторов, форониды должны быть включены в состав типа Brachiopoda в качестве класса Phoronata. В такой трактовке брахиоподы по объёму соответствуют Brachiozoa.
Наиболее часто употребляемым названием данной группы, по-видимому, является всё же Brachiozoa.
Некоторые данные противоречат представлениям о близком родстве брахиопод и форонид и ставят под сомнение обоснованность данного таксона. Так, например, анализ митохондриальной ДНК, проведённый южнокорейскими исследователями, показал большее сходство брахиопод с мшанками, а форонид с внутрипорошицевыми. Впрочем, сами авторы не уверены, что данный результат соответствует реальным филогенетическим отношениям данных групп.